# Link (L'Arc〜en〜Cielの曲)
「Link」（リンク）は、日本のロックバンド、L'Arc〜en〜Cielの28作目のシングル。2005年7月20日発売。発売元はKi/oon Records。

## 概要
10thアルバム『AWAKE』から約1ヶ月ぶりとなる新譜のリリース。本作の収録曲は、アルバム『AWAKE』のレコーディングと同時期に録音作業が行われている。なお、本作はL'Arc〜en〜Cielの2005年第4弾シングルとなっているが、L'Arc〜en〜Cielが一年に4作以上のシングルを発表するのは1999年以来6年ぶりのこととなる。
本作の表題曲「Link」は、2005年7月23日に公開された映画『劇場版 鋼の錬金術師 シャンバラを征く者』のオープニングテーマに使用されている。ちなみに同映画のエンディングテーマには、本作発売の約1ヶ月前に発表したアルバム『AWAKE』に収録された楽曲「LOST HEAVEN」が使用されている。なお、L'Arc〜en〜Ciel側は当初、映画のエンディングに流れる主題歌の候補として、本作の表題曲と「LOST HEAVEN」の2曲を映画製作陣に提示していたという。ただ、前述の映画の監督を務めた水島精二から「オープニングも担当して欲しい」という依頼があり、それをL'Arc〜en〜Ciel側が快諾したため、2曲とも映画のテーマソングとして提供される運びとなった。こういった経緯からエンディングテーマとなった「LOST HEAVEN」が先に使用が発表されており、オープニングテーマとなった表題曲は後に使用が発表されている。（詳細は楽曲解説の項目を参照）
また、カップリング曲にはパートチェンジバンド、P'UNK〜EN〜CIELによるL'Arc〜en〜Cielの楽曲のセルフカバーが収録されている。

## リリース

### リリースプロモーション
本作のリリースプロモーションとして、2005年7月22日に行われたイベント「『劇場版 鋼の錬金術師 シャンバラを征く者』前夜祭」にシークレットゲストとして参加し、表題曲と「LOST HEAVEN」の2曲をサプライズ披露している。また、同年7月30日に開催されたライヴイベント「MBS ANIME FES.'05」にも出演している。

### リリース形態
本作は、初回生産限定盤（CD＋DVD）、初回仕様限定盤（CD）、通常盤（CD）の3形態でリリースされており、3形態でそれぞれ異なるジャケットデザインが採用されている。また、初回生産限定盤には『劇場版 鋼の錬金術師 シャンバラを征く者』のトレーラー映像が収録されたDVDが付属している。さらに、初回仕様限定盤には前述の映画のムービーフィルムが封入されている。ちなみに、DVDを付属した形態のシングル作品を発表するのは、L'Arc〜en〜Cielとしては本作が初めてのこととなった。

## ミュージックビデオ
表題曲「Link」のミュージック・ビデオは、野田智雄がディレクターを務めた作品となっている。。映像はコテージを舞台とし、バンドの演奏シーンに加え、様々な人種のエキストラとメンバーが戯れるシーンや、リズムに合わせてエキストラがお茶目な振付で踊るシーンなどで構成されている。また、表題曲が夏を感じさせるポップスなこともあってか、プールの中でL'Arc〜en〜Cielのメンバーが一人ずつ演奏するシーンなども映像に入っている。なお、この映像の撮影においてhydeは、珍しくヘアスタイルをモヒカンにしている。
余談だが、kenはエキストラとバスケットボールで遊んでいるシーンの撮影中に、左足小指を骨折するというハプニングに見舞われている。そのため、この骨折中に出演したテレビ朝日系音楽番組『ミュージックステーション』では、ken以外のメンバーが通常通り階段から降りて登場したが、kenだけは舞台横から松葉杖をついて現れている。また、この時期は立ってギターを演奏することができなかったため、珍しく椅子に座ってギターをプレイする姿をテレビで披露している。なお、2005年7月28日に開催したライヴ「AWAKE TOUR 2005前夜祭「今夜奇跡が起きる!?」」では、表題曲を3曲目に披露した後、テレビアニメ『アルプスの少女ハイジ』のオープニングテーマを会場に流し、骨折の治ったkenがステージ上で車椅子から立ち上がるという寸劇が行われている。
このミュージック・ビデオは、2007年12月5日に発表したクリップ集『CHRONICLE 3』に初収録されている。また、2019年12月11日には公式YouTubeアーティストチャンネルにおいて、YouTube Music Premium限定で映像の有料公開が開始されている。前述のYouTubeチャンネルでの有料公開開始から約2年5ヶ月後となる2022年5月6日からは、同サイトで映像の無料公開が開始されている。

## 収録曲
| #         | タイトル                                                                | 作詞      | 作曲      | 編曲                             | 時間  |
| --------- | ----------------------------------------------------------------------- | --------- | --------- | -------------------------------- | ----- |
| 1.        | 「Link」(L'Arc〜en〜Ciel)                                               | hyde      | tetsu     | L'Arc〜en〜Ciel, Akira Nishihira | 4:46  |
| 2.        | 「Promised land 2005」(P'UNK〜EN〜CIEL)                                 | hyde      | ken       | TETSU P'UNK                      | 4:31  |
| 3.        | 「Link (hydeless version)」(L'Arc〜en〜Ciel)                            |           | tetsu     | L'Arc〜en〜Ciel, Akira Nishihira | 4:46  |
| 4.        | 「Promised land 2005 (TETSU P'UNK vocalless version)」(P'UNK〜EN〜CIEL) |           | ken       | TETSU P'UNK                      | 4:31  |
| 5.        | 「Promised land 2005 (TETSU P'UNKless version)」(P'UNK〜EN〜CIEL)       |           | ken       | TETSU P'UNK                      | 4:33  |
| 合計時間: | 合計時間:                                                               | 合計時間: | 合計時間: | 合計時間:                        | 23:07 |

## 楽曲解説
1. Link / L'Arc〜en〜Ciel
  - 作詞: hyde / 作曲: tetsu / 編曲: L'Arc〜en〜Ciel & Akira Nishihira

爽やかな印象のあるメロディアスでリズミカルなポップ・ミュージック。作曲を担当したtetsuyaは、この曲の制作イメージについて「一番最初はテンポから入りました。ちょっとアップテンポで流れるような疾走感がある、突き抜けるメロディー。しかも、胸がキュンってくるようなもの。そういうものを作ろうと思ってできた曲です。僕は歌のメロディーを一番大事にしてるから、しっかりしたきれいなメロディーさえあれば、それは色あせないし、どんなアレンジに持っていっても良いものになると思うんです。一番大切なのは、メロディーじゃないかなぁ。昔、僕が幼稚園とか小学校低学年くらいに聴いていたような歌謡曲―― あの頃のものって、すごくメロディーがきれいだし、アレンジもすごく良くできてるし。今でも詞まである程度覚えていて歌えちゃうんですよ。それがすごいと思う。そういうものを目指して作った部分はあると思います[3]」「大人から子供まで"シングアソング"出来るような曲を目指した」とインタビューでコメントしており、最初から明るいポップスを作る気でいたという。また、この曲の印象について、hydeは「曲の好き嫌いに関わらず、人が認めるメロディ、人が認めざるを得ないメロディ、そういうある程度のラインを超えたものは、誰が作って来たにせよ必殺感がありますよね。（中略）この曲もそうでしたね、tetsuらしいカラーがありつつ、必殺感もあるっていうね[4]」と語っている。余談だが、tetsuya曰く、本作発売から約5年後にソロ名義で発表した楽曲「lonely girl」のデモを制作した直後に、この曲が生まれたという。tetsuyaは本作発売当時に受けたインタビューにおいて「元ネタというか、まだソロでも発表してない曲で"lonely girl"って曲があるんですけど。（中略）そのL'Arc〜en〜Ciel版を書こうと思って書いた曲が、"Link"なんです[5]」と語っている。
この曲にはフィラデルフィア・ソウルのような雰囲気のストリングスが入っているが[6]、これはtetsuyaがこの曲の着想を得たときから頭に鳴っていたものだという[7]。tetsuyaは「メロと一緒にストリングスが後ろで鳴ってたんですよ。メロディが出てくる時って、歌のメロディだけじゃなくて後ろのコード進行とか裏メロも一緒に出てくるんですよ。ずばり完成されたものが鳴ってるわけじゃないけど、なんとなくああいう感じのものが鳴ってるんですよ[7]」と語っている。また、yukihiroの考えから、この曲のリズムはモータウン的なアプローチとなっている。この曲のドラムプレイについて、yukihiroは「ポップ・チューンであるってことですね。それは、僕の場合は"割り切る"ってことなんですけど（笑）。あんまり自己主張せず。その中でも自己主張はしているわけですけど、あんまり"俺が俺が"的なフレーズはなくてもいいかなっていうのを最初に考えるかな。この曲なら歌がいいから、それでもいいんじゃないかなって思って。この曲の頭打ちのスネアのタトタトっていうのは、雰囲気的にはモータウンなんですよ。そういう感じで行きたい、あんまりロックっぽくならないようにしたいっていう話があったんで、それを意識したんです[8]」と語っている。
さらに、kenは自身のギタープレイについて「昔のオールディーズの明るい曲というか、そういう感じの定番的な楽曲に聴こえたらいいなと思いながら、演奏を考えましたね[9]」「迷いなく弾くようにしました。太い弦をガツンと弾くような曲が『AWAKE』は多いんですけど、この曲は高音弦をチャカチャカ弾いているので気分は違いますね。そこをちゃんとやるというか。軽やかに、ですね。（中略）ストリングスと絡むと、そのレンジが気持ちいいので。そういうことを考えてギターを弾く、ということですね[10]」と語っている。また、kenはこの曲でアコースティック・ギターも弾いている[10]。そしてtetsuyaは、この曲のベース録りで、サドウスキー製の「Sadowsky NYC Vin 4st JB」を使用している[11]。ちなみに編曲作業には、1996年に発表した「Lies and Truth」以来約9年ぶりに西平彰が参加している。なお、この曲は、公演によっては間奏部分にhydeによるメンバー紹介を挟んだ構成でライヴ披露されることがある。
作詞を担当したhydeは、映画『劇場版 鋼の錬金術師 シャンバラを征く者』にこの曲を提供するにあたり、映画の脚本だけでなく、映画の前に放送されていたテレビアニメもすべて観賞したうえで歌詞を書き下ろしている[12]。また、前述の映画の監督を務めた水島精二など、映画製作陣との打ち合わせをしたうえで作詞作業を行っている。作詞作業を振り返り、hydeは「オープニングテーマソングなんで、物語の種を明かさないように心がけて、僕がこの曲の監督という立場に立って、映画の始めに流れる場合にどういう歌詞が効果的か？ということを踏まえつつ、曲としてのイメージや曲の見え方、その両方を活かせるように作っていったんです[3]」と述べている。
歌詞のテーマについて、hydeは「この映画はアルバム『AWAKE』でやろうとしたこと―― ラヴ&ピースの部分なんですけど―― と遠くない内容の物語で、すべてが理解できたし、そこにある思いもすごくよくわかったんですね。そういう風に共感できたのが一番大きかったかな。"人と人との絆"というのが僕がこの映画を見て一番胸に刺さった部分だったので、「絆」という側面からラヴ&ピースを書いたという感じです[3]」と述べている。なお、hyde曰く、映画で描かれた主人公とその弟の兄弟愛に感銘を受けたといい、「今の自分の精神状態の中で一番共鳴する部分が兄弟愛の部分だった[13]」と述べている。余談だが、yukihiroも同テレビアニメを観賞していたというが、映画を観るのが楽しみだったため、今回あえて映画の脚本は見なかったという[14]。
このように、作詞するにあたり「兄弟愛」にフォーカスを当てたこともあってか、＜たとえ遥か遠く離ればなれになっても繋がり合う想い 悪戯な運命が降り掛かろうとも壊れやしない＞や、＜たとえこの身体がいくら燃え尽きても良いさ 君に捧ぐなら＞といった、"人と人の絆"を表現したようなフレーズが歌詞に登場している。また、映画が第一次世界大戦敗戦後のドイツを舞台とし、新たな戦争へと突入していく世界の中で、主人公たちが奮闘する物語になっていることもあり、＜傷つけ合うのを止めない堕ちて行く世界だけど 君に出会えた事だけでもう何も恐くは無い＞や、＜いつか生まれ変わる世界がその目に届くと良いな＞というhydeの反戦・平和への想いも歌詞にのせられている。
タイトルには、hydeが楽曲のテーマに据えた"人と人との絆"を表現する言葉として、「Link」というワードが選ばれている。ちなみにhydeは、タイトルを「絆」にする案を当初考えていたが、「曲がポップでキャッチーなのに「絆」だと演歌に聴こえそう[12]」という理由により、hydeの中で取り下げたという[12]。ただ、TBS系音楽番組『COUNT DOWN TV』に出演した際に、その話をhydeから初めて聞かされたtetsuyaは「逆に新しかったかも」とコメントしていた。
11thアルバム『KISS』にはアルバムバージョンとなる「KISS Mix」として収録されている。本作収録のシングルバージョンは、フェードアウトで終了するかたちとなっているが、アルバムに収録されたバージョンではアウトロをフェードアウトから完奏に変更している。他にもアルバムバージョンでは、ボーカルのオーバーダブが施されているといった変更点がある。ちなみに、後発のベストアルバムにこの曲を収録する際は、全て「KISS mix」が採用されている。なお、シングルバージョンは、本作と同じく『鋼の錬金術師』関連のタイアップがついたシングル「GOOD LUCK MY WAY」の期間生産限定盤に再集録されているが、L'Arc〜en〜Cielのアルバム作品には現在に至るまで未収録となっている。
2. Promised land 2005 / P'UNK〜EN〜CIEL
  - 作詞: hyde / 作曲: ken / 編曲: TETSU P'UNK

パートチェンジバンド、P'UNK〜EN〜CIELによる、5thアルバム『HEART』の収録曲「Promised land」のセルフカバー。
アレンジを担当したtetsuyaは「この曲、歌ってみたかったんですよ、メロディがきれいだし[15]」と選曲の理由を述べている。また、tetsuyaはセルフカバーのアレンジ作業について「今回はキーを下げて、ウィスパーっぽく歌いたかったので。そのほうが僕の声質に合うと思って[15]」と語っており、カバーするにあたり原曲からキーをAmからGmに下げている。さらに、原曲からリズムパターンなども変更されている。

## タイアップ
Link
- 松竹配給映画『劇場版 鋼の錬金術師 シャンバラを征く者』オープニングテーマ

## 参加ミュージシャン
- Link / L'Arc〜en〜Ciel
  - hyde：Vocal
  - ken：Guitar
  - tetsu：Bass
  - yukihiro：Drum
    - tetsu：Keyboards, Handclap
    - 西平彰：Keyboards, Manipurate, Handclap, Strings Arrangement
    - 岡野ハジメ：Handclap
    - 小池敦：Manipurate
    - 金原千恵子ストリングス：Strings
- Promised land 2005 / P'UNK〜EN〜CIEL
  - TETSU P'UNK：Vocal, Guitars
  - HYDE P'UNK：Guitar
  - YUKI P'UNK：Bass, Screams
  - KEN P'UNK：Drum

## 初回生産限定盤付属DVD
1. 『劇場版 鋼の錬金術師 シャンバラを征く者』劇場トレーラー 『Link』Ver.
2. 『劇場版 鋼の錬金術師 シャンバラを征く者』劇場トレーラー 『LOST HEAVEN』Ver.
3. TV Spot

## 収録アルバム
オリジナルアルバム
- 『KISS』 (#1,アルバムバージョン)

ベストアルバム
- 『QUADRINITY 〜MEMBER'S BEST SELECTIONS〜』 (#1,アルバムバージョン)
- 『TWENITY 2000-2010』 (#1,アルバムバージョン)

セルフカバーアルバム
- 『P'UNK IS NOT DEAD』 (#2)

コンピレーションアルバム
- 『鋼の錬金術師 BOX SET -ARCHIVES-』 (#1)
- 『鋼の錬金術師 THE BEST』 (#1)